# 高木九四郎
高木 九四郎（たかぎ きゅうしろう、1943年9月4日 - ）は、日本の経営者。ナムコ社長を務めた。長野県出身。

## 経歴
1966年に拓殖短期大学貿易科を卒業し、1969年に中村製作所(のちのナムコ)に入社。1991年6月に取締役を就任し、1992年6月に常務、1998年10月に専務を経て、2001年4月に副社長に就任し、2002年5月には社長に昇格。2005年4月に副会長に就任し、2006年6月にバンダイナムコゲームス会長を経て、2008年4月に相談役に退いた。
2005年9月にはバンダイナムコエンターテインメント会長にも就任。